# Munneurycope nodifrons
Munneurycope nodifrons är en kräftdjursart som först beskrevs av Hansen 1916.  Munneurycope nodifrons ingår i släktet Munneurycope och familjen Munnopsidae. Inga underarter finns listade i Catalogue of Life.